# 横手市立山内中学校
横手市立山内中学校（よこてしりつ さんないちゅうがっこう）は、秋田県横手市山内にかつて存在した公立中学校。

## 概要
山内中学校は、戦後の学制改革によって1947年（昭和22年）に開校した学校であったが、2018年（平成30年）に横手南中学校へと編入統合し、閉校した。
閉校時まで使用された校舎は1967年竣工の鉄筋コンクリート構造の3階建ての棟（648m2）と、2010年に竣工した鉄骨構造2階建ての棟（1,621m2）で構成される。体育館は鉄骨構造で1995年竣工（1,283m2）。鶴ヶ池のほとりに校舎が移転してきたのは1949年（竣工は1948年）であり、それまでは山内小学校併設であった。
校歌は1951年に制定されたもので、第1節のみで構成される。制定当時は村の財政に余裕がなかったため、作詞は当時教頭であった渡辺八郎によって行われ、作曲は山崎常四郎に依頼した。校章についても校歌と同年に制定されており、首がS字にデザインされた鶴と、開校当初に制定された「山」と「中」の字を組み合わせて図案化したものがデザインされている。
閉校後の校舎を活用し、2022年（令和4年）10月には「山内スカイスクール（ドローンスクール）」が開校している。

## 沿革

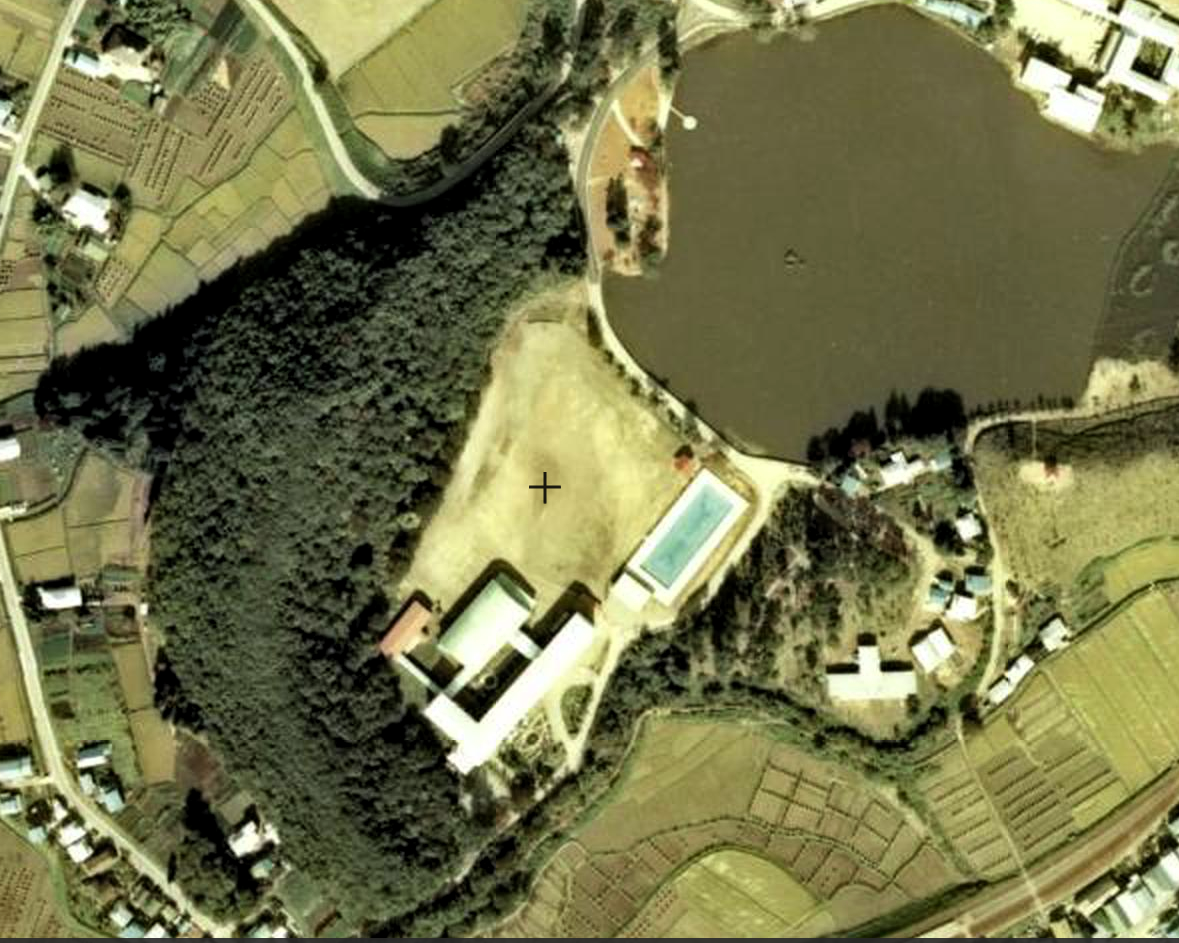
空中写真

### 略歴
1947年4月1日に施行された学校教育法により「中学校」が設けられることになり、旧山内村内には「山内中学校」の1校が設置された（開校は5月2日）。通学困難な生徒もいたため、山内小学校と同様に村内にいくつかの分校が設けられ（南郷・三又・黒沢・松川分校）、山内中の本校に通うのは山内・吉谷地・筏・松川小学校学区の生徒のみであった。1948年に松川分校を廃止し福万分校を設置、1953年には外山分校を設置した。
当初は財政上の問題などから中学校の独立校舎を建設するのに難航し、山内小に併設する形で開校した。独立校舎（当時は木造）が竣工したのは1949年11月23日で、1967年1月20日に鉄筋コンクリート構造の新校舎が竣工した。分校については1964年に廃止され、1968年に校舎を廃止し実質統合、寄宿舎を開設した（1977年廃止）。
少子化に伴う中学校再編により、2018年4月に横手南中学校へと統合し、閉校した。

### 年表
以下、注釈の無い項目は『山内村史（1990年）』の情報によるもの。
- 1947年5月2日 - 開校。南郷・三又・黒沢・松川分校を設置。
- 1948年4月1日 - 松川分校を廃止し、福万分校を設置。
- 1949年11月23日 - 独立校舎が竣工。
- 1951年11月23日 - 校歌・校章を制定。
- 1953年10月20日 - 外山分校を設置。
- 1964年3月31日 - 分校を廃止。
- 1967年
  - 1月20日 - 新校舎が竣工。
  - 2月27日 - 新校舎落成記念式典を挙行[6]。
- 1968年
  - 4月1日 - 分校を完全統合。
  - 11月12日 - 寄宿舎が竣工。
- 1974年7月24日 - 50mプールが竣工[6]。
- 1982年12月25日 - 校訓を制定。
- 1983年3月14日 - 校訓掲額式を挙行[6]。
- 1978年3月10日 - 校舎大規模改修工事が竣工[6]。
- 2005年10月1日 - 市町村合併により「横手市立山内中学校」となる[6]。
- 2018年3月31日 - 閉校。

## 周辺
- 秋田県道40号横手東成瀬線
- 東日本旅客鉄道（JR東日本）北上線 相野々駅
- 横手市役所 山内地域局
- 鶴ヶ池公園
- 山内テニスコート
- 横手市立山内小学校

## 著名な卒業生
- 中川申也（元プロ野球選手）
- 高橋優（シンガーソングライター）